# Parti républicain pour le redressement économique et social
Le Parti républicain pour le redressement économique et social (PRES) est un groupement électoral créé en novembre 1955 en vue des élections législatives de 1956.

## Organisation
Malgré son nom, le "Parti républicain pour le redressement économique et social" n'est pas réellement un parti, mais plus un groupement électoral. Il n'a pas de militants, de structure (à part celles obligatoire pour les associations loi de 1901) propre.

## Histoire
François Mauriac appuyait l'action de Pierre Mendès France, mais ne voulait pas adhérer au Parti radical-socialiste, trop anticlérical à son goût.
Il crée un groupement purement électoral, qui a but de réunir des individus de tout le sceptre politique (excepté du parti communiste), qui veulent soutenir le Front Républicain tout en ne voulant pas voter pour le Parti radical-socialiste ou la SFIO.
En réalité il fut très proche de l'UDSR.

## Idéologie
Le groupement à pour but de réunir les voix des catholiques qui soutiennent un gouvernement dirigé par Pierre Mendès France, lsous le slogan "Les catholiques pour Pierre Mendès-France".
La principale différence avec les deux principaux partis du Front Républicain vient du soutien du groupement à la Loi Barangé, qui subventionne les écoles privées.
Le groupement est proche de l'UDSR, que la question scolaire divisa, mais qui ne souhaite pas que la révision de la loi soit prioritaire.

## Résultats
La loi électorale obligeait les groupements à se présenter dans au moins trente circonscriptions pour être reconnu comme "groupement national" et pouvoir conclure des apparentements. Il présenta donc 32 listes, la plupart dans l'unique but de respecter la loi. Une dizaine seulement obtient des suffrages (la plupart en union avec d'autres micros partis), les autres n'étant que des candidatures déposées à la préfecture, sans campagne électorale ni dépôt de bulletins le jour du vote.
Il n'y eut aucun élu sur des listes propres, mais le groupement fit élire des députés dans le cadre de listes d'union (comme Jean de Lipkowski).